# Hexatoma vulcan
Hexatoma vulcan är en tvåvingeart som beskrevs av Alexander 1960. Hexatoma vulcan ingår i släktet Hexatoma och familjen småharkrankar.
Artens utbredningsområde är Madagaskar. Inga underarter finns listade i Catalogue of Life.